# Divus Iulius

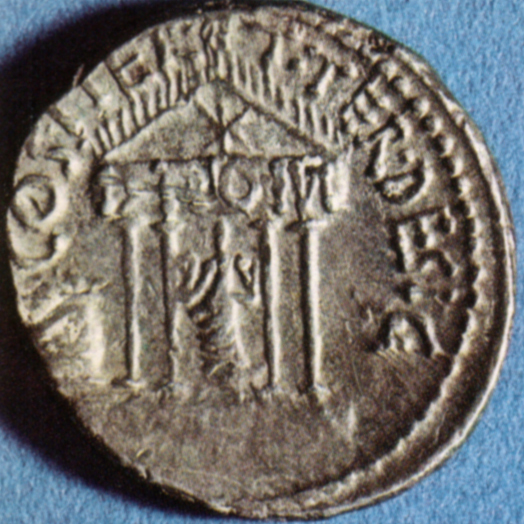
Tempel zu Ehren des Divus Iulius

Der Divus Iulius (dt. auch: Divus Julius) galt in Rom seit der offiziellen consecratio im Jahr 42 v. Chr. als höchster Staatsgott neben Iupiter Optimus Maximus. Der Divus Iulius ist die Gottheit, zu der Gaius Iulius Caesar nach seiner Ermordung im Jahr 44 v. Chr. erhöht wurde (IMP·C·IVLIVS·CAESAR·DIVVS; Imperator Gaius Iulius Caesar Divus). Die julianische Religion war im gesamten römischen Reich verbreitet und gilt im Allgemeinen als der Vorläufer des römischen Kaiserkultes, bestand neben diesem jedoch bis zur Christianisierung des Reiches fort.

## Einführende Erläuterungen

### Geschichte und Bedeutung des Begriffsdivus
Etymologisch ist die oft genannte Kontraktion des lateinischen divinus zu divus nicht korrekt. Vielmehr ist das Wort divus (lateinisch für „Gott“ bzw. „göttlich“; ausgesprochen: „(d)iu-us“, da im Lateinischen der damaligen Zeit nicht zwischen u und v differenziert wurde) eine synonyme Beiform von deus: beide Begriffe wurden von den Römern unterschiedslos verwendet (diuus < > deus), eine Praxis, die sich auch nach Caesar und der Einführung des Kaiserkultes in der römischen Poesie fortsetzte. Die Herkunft von divus ist im Ahnenkult der altrömischen Familie zu finden, der den Geistern der Verstorbenen, den di(v)i parentes und den di(v)i manes, als einem unbestimmten Kollektiv galt: der Ahnherr oder besonders berühmte Vorfahren waren ursprünglich nur selten als Individuen herausgehoben oder gar durch eine besondere Verehrung ausgezeichnet, wie z. B. die Diva Angerona und die Diva Rumina.
Die Verwendung des Begriffs änderte sich unter Iulius Caesar, als der Senat nach einem geeigneten Kultnamen für den dictator suchte. Einige Monate nach Caesars Tod im März 44 v. Chr. wird divus im Zusammenhang mit Caesars Apotheose im September 44 v. Chr. von Cicero erwähnt: Divus Iulius war vom Senat zu Beginn desselben Jahres offiziell als Kultname für Caesar festgesetzt worden. Die Tatsache, dass Caesar nach Vorschlag des Senats den Kultnamen akzeptierte, zeigt, dass er sich von der antiquierten Variante deus zu distanzieren versuchte, die nahe bei Dieus liegt, dem alten Namen des Gottes Iuppiter bzw. Zeus, was zusätzlich durch Caesars Ablehnung des alternativen und allzu eindeutigen Vorschlags Iuppiter Iulius (Cassius Dio: Dia Ioulion) untermauert wird. Es zeigt sich weiterhin, dass die Apotheose zu einer eigenständigen, aber Jupiter-nahen Gottheit vorbereitet wurde, und die Tatsache, dass Caesar schon seit seiner Jugend flamen Dialis (Hohepriester des Jupiter) war, von Sulla aber daran gehindert wurde, zu inaugurieren, könnte ihn erst recht dazu motiviert haben, dem Kultnamen Divus Iulius zuzustimmen. Darüber hinaus ist möglich, dass Caesar selbst den Kultnamen in seinem Testament (ca. 45 v. Chr.) vorgeschlagen hatte. Letzteres bleibt jedoch reine Spekulation.
Ein früherer Hinweis auf Caesars Apotheose zu Lebzeiten ist ein munizipaler Tempel in Aesernia, der nach Caesars Ernennung zum parens patriae im Jahre 45 v. Chr. dem Kult des genius Caesaris gewidmet wurde. Die Inschrift des Tempels bezeichnet Caesar mit einer Variante seines Kultnamens als Deivus Iulius. Die Inauguration des genius-Kultes in Aesernia wurde zweifelsfrei zu Caesars Lebzeiten vorgenommen, ist jedoch eher in das Jahr 44 v. Chr. zu datieren, da die Aufnahme Caesars als Staatsgott in das Pantheon der Götter trotz zahlreicher zuvor erhaltener göttlicher Ehrungen erst in diesem Jahr vom Senat offiziell beschlossen wurde.
Maßgeblich für die erste Erwähnung des Kultnamens divus im Zusammenhang mit Caesar ist laut Gradel (2002) aber die Inschrift der stadtrömischen pantokrator-Statue, die nach Caesars Sieg bei Thapsus im Mai 46 v. Chr. auf dem Capitol errichtet wurde. In dieser wurde Caesar laut einem später von Cassius Dio verfassten Geschichtswerk hemitheos genannt. Da Cassius Dio im Falle eines verstorbenen Kaisers zum einen für das Wort divus stets die griechische Übersetzung heros benutzte, zum anderen im Kontext des vollständigen Kultnamens divus als theios übersetzte (Bsp.: Divus Augustus > theios Augoustos), ist für hemitheos das lateinische divus vorauszusetzen, wenn es für den noch lebenden Herrscher verwendet wurde, in diesem Fall Divus Caesar. (Die Übersetzung als „Halbgott“ ist zu verwerfen, da hemitheos erst im vierten Jahrhundert nach Christus Einzug in die lateinische Sprache hielt. Darüber hinaus wurde die direkte lateinische Übersetzung von hemitheos als semideus erst von Ovid in Rom eingeführt.) Auf Inschriften übersetzten die Griechen zu Caesars Zeit divus stets mit theos, da in der griechischen Sprache zwischen der neuen Form und dem älteren deus damals noch nicht unterschieden wurde.
Die Bedeutung des Divus im Vergleich zum Deus war im Lauf der Jahrhunderte nach Caesars Vergottung einem gewichtigen Wandel unterworfen. Die ursprüngliche post-republikanische Bedeutung, die wahrscheinlich im Zuge der Festlegung von Caesars Kultnamen im Jahr 46 v. Chr., spätestens jedoch 44 v. Chr. vom einflussreichen Gelehrten Varro definiert wurde, stellte den Divus über alle anderen göttlichen Wesen: Divi waren demzufolge die hochrangigsten Götter, und der Begriff divus implizierte die nobelste und ehrwürdigste Stellung einer Gottheit, die seit Anbeginn aller Zeiten ein Gott gewesen war. Deus war demgegenüber der Begriff, der für Sterbliche verwendet werden sollte, die nach ihrem Tod als Götter konsekriert worden waren. Varros folgenreiche Definition wird die politische Sprengkraft von Caesars Apotheose zusätzlich erhöht haben, auch im Hinblick auf den anschließenden Kaiserkult: der Divus Iulius war ein ewiger Gott, und auch Caesar war schon immer ein Gott gewesen, auch wenn diese Eigenschaft erst nachträglich erkannt wurde. Aus diesem Grund ist die Entscheidung des Senats für den Begriff divus eine allzu logische gewesen.
Im vierten Jahrhundert nach Christus erfuhr jedoch diese varronische Interpretation in den Schriften des Vergil-Kommentators Servius eine 180-Grad-Wende, da er Varros exzentrische Missachtung der chronologischen Entwicklung von deus zu divus rückgängig machen wollte. Die Divi waren zwar in Varros Zeit die unsterbliche Eliteklasse der Götter gewesen, wurden jedoch zunehmend als spezielle und minderwertige Unterkategorie der stark generalisierten Dii gesehen. Der Prozess der consecratio eines verstorbenen Herrschers widersprach nach späterer Auffassung der Eigenschaft des Divus als „ewiger Gott“. Verstärkend wirkte hierbei auch, dass Rom den Kult seiner posthum divinisierten Kaiser immer mehr aufgab und gerade im munizipalen und privaten Bereich den Kult der amtierenden Kaiser bevorzugte. Die servianische Neudeutung mag verantwortlich sein für die oft genannte Interpretation des Wortes divus als ein „göttlich“, das eher der christlichen Vorstellung von „heilig“ (lat. sanctus) entspricht. Trotz Servius besitzt dies jedoch keine historische Grundlage, auch wenn die späteren divinisierten Kaiser nicht mehr denselben Stellenwert besaßen wie der Divus Iulius oder sein Sohn, der Divi (Iuli) filius („Sohn Gottes“), der nach seinem Tod als Divus Augustus verehrt wurde.

### Historische Missverständnisse

#### „Vergöttlichung“ versus „Vergottung“
Gesche führte 1968 eine Differenzierung der Divinisierungsterminologie ein, die jedoch von den meisten als zu scharf angesehen wurde. Nach Gesche sollte unter Vergöttlichung die Zuerkennung und Ausführung von Ehrungen verstanden werden, wie sie zwar ähnlich für Götter üblich waren, durch die aber der Geehrte trotz Divinisierung nicht sakralrechtlich unter die Staatsgötter erhoben wurde, sondern nur eine gewisse Rangerhöhung im menschlich-politischen Bereich erhielt (terminus technicus: isoteoi timai). Vergottung sollte hingegen die offizielle, von staatswegen erfolgende und durch das Sakralrecht des Staates sanktionierte Aufnahme eines Menschen unter die Staatsgötter meinen. Um von Vergottung sprechen zu können, müssten jene Kriterien erfüllt sein, die auch bei den übrigen Staatsgöttern gegeben sind: das Vorhandensein a) eines Kultnamens, b) einer Kultstätte und c) eines funktionierenden Kultes, d. h., speziell auf Rom bezogen, das Amtieren eines staatlichen Priesters. Laut Gesche sollte gelten, dass ehe der Kult nicht bis in alle Einzelheiten in Kraft getreten sei, praktisch die letzte Anerkennung als Staatsgott fehlte. Besonders deutlich würde dieser Sachverhalt bei der Schaffung eines neuen Gottes, bei der consecratio der römischen Kaiser.
In der antiken römischen Realität existierte eine derartig strenge Kategorisierung jedoch nicht. Die Apotheose war immer das Resultat eines komplexen und stetig sich ändernden Spiels zweier Extreme, auf der einen Seite die kollektive Flut von Emotionen, auf der anderen Seite die rechtsgültige Legalisierung einer religiösen Pflicht. Sowohl die wahrhaftig religiös motivierten Massen als auch das politische und theopolitische Kalkül der herrschenden Klasse waren zu allen Zeiten simultan und abwechselnd am Werk. Besonders im Falle der Apotheose Caesars in den turbulenten Zeiten der römischen Revolution ist es beinahe unmöglich, zwischen Vergottungstendenzen, vergöttlichenden Handlungen, Schmeicheleien und echten Divinisierungserlassen sowie zwischen den stadtrömischen, munizipalen, privaten, östlich-hellenistischen oder römisch-kolonialen Dynamiken einer sich abzeichnenden neuen Religion genau zu unterscheiden. Basierend auf dieser engen Sichtweise, wie sie von Gesche et al. vertreten wurde, hat sich bis heute ein hartnäckiger Forschungszweig in Historikerkreisen halten können, dessen Vertreter abstreiten, dass Caesar jemals zu Lebzeiten vom Senat deifiziert wurde. Weiterhin wurde häufig ein bestimmtes theopolitisches Programm kolportiert, das Iulius Caesar angeblich verfolgt haben müsse. Auch wenn Iulius Caesar als pontifex maximus die oberste Instanz in römischen Religionsfragen war und somit viele Neuerungen ihm direkt zugeschrieben werden können, missversteht dieses Argument das gesamte System der Gewährung und Annahme von Ehrungen in der römischen Gesellschaft: Ehrungen waren eine Möglichkeit, den Status oder die soziale Position einer Person oder einer Gottheit zu definieren, aber auch ein Instrument der Machtausübung, d. h. ein Weg, die Person auf ein bestimmtes Konzept festzulegen, politisch zu binden und dadurch eine wohlwollende und gute Herrschaft zu gewährleisten. Es konnte für einen Herrscher durchaus ehrenhaft sein, unmäßige Ehrungen abzulehnen. Auf der anderen Seite jedoch implizierte eine Ablehnung von Ehrungen auch immer eine Ablehnung der moralischen Verpflichtungen, die damit verbunden waren, sogar bis zu einem Bruch jedweder Beziehung zur res publica. Für einen Herrscher war es somit gesellschaftlich unverantwortlich, alle vom Senat an ihn gerichteten Ehrungen und Vorschläge zu ignorieren.

#### Das Diadem und derRex-Titel
Die beständig geführte wissenschaftliche Diskussion über Caesars Streben nach der Königswürde schuf ebenso diametral gegensätzliche Ansichten. Jedoch ist bereits die Frage nach Caesars monarchischen Ambitionen fehlerhaft, denn es existierte in Rom keine offizielle und allgemein anerkannte Definition, was einen „Gott“, was einen „König“ oder gar einen „Gottkönig“ ausmachte. Dass ein Streben nach Diadem und Rex-Titel entweder Caesars politischen Tod oder das Ende der res publica bedeutet hätte, ist selbstredend, aber nicht relevant, denn unser modernes Bild vom Königtum, welches erst durch den untrennbar zum Wesen der monarchischen Macht gehörenden Königstitel sowie ganz profan durch gewisse Requisiten und Insignien (Krone, Thron etc.) als neue Staatsform abschließend definiert wird, ist auf das spätrepublikanische Rom nicht anzuwenden: die Legalisierung einer offiziellen Monarchie in Rom war unmöglich, ohne die Staatsform der res publica komplett zu ändern, was gleichzeitig ihre Abschaffung bedeutet hätte. Weiterhin existierte auch keine monarchische Tradition oder Struktur in Rom, weder in naher Vergangenheit, repräsentiert von einem vakanten Thron, noch gegenwärtig als ein konkurrierender Herrscher, obwohl es vor Caesars Weg zur Macht bereits einen Präzedenzfall gegeben hatte: der erste Schritt auf dem Weg zu einer neuen monarchischen Staatsform in Rom wurde von Gnaeus Pompeius Magnus auf seinem dritten Triumph 61 v. Chr. genommen.
Somit ist es eine logische Reaktion, dass Caesar im Kampf gegen Pompeius während des Bürgerkriegs ebenfalls Wert auf herrschaftliche Attribute legte, die eindeutige königliche Assoziationen wecken mussten und zweifelsfrei bezeugen, dass Caesar und der Senat den Weg zu einer neuen monarchischen Herrschaft eingeschlagen hatten: i) die roten Stiefel der Könige von Alba Longa, die angeblich bereits von Romulus getragen worden sein sollen, ii) Caesars weißes Jungpferd auf seinen Triumphzügen als Analogie zu den Königen der römischen Mythologie, iii) die corona laurea, eine goldene Variante des Triumphallorbeers der etruskischen Könige, iv) die toga purpurea der alten Könige, v) die Befugnis, wie Romulus die spolia opima dem Iuppiter Feretrius zu weihen, vi) die Erweiterung des Pomeriums, vii) das Kollegium der Luperci Iulii, viii) die Statue unter den Bildsäulen der mythischen Könige, und ix) verschiedene Anspielungen auf die Herrschaftsästhetik der hellenistischen Könige in der caesarianischen Münzpropaganda.
Dennoch besteht kein Zweifel daran, dass Caesar die zwei unmissverständlichen Elemente der herkömmlichen römischen Königsherrschaft energisch und öffentlichkeitswirksam ablehnte, den Titel Rex sowie das Diadem der altrömischen Könige. Trotz seiner offensichtlichen Abneigung sowie der Unmöglichkeit, in Rom eine Königsherrschaft zu errichten, war dennoch der Charakter von Caesars Herrschaft de facto monarchisch: als dictator perpetuo war er alleiniger Herrscher aller Römer – nicht nur auf Lebenszeit, sondern „auf ewig“. Durch diese Maßnahme war es dem Senat gelungen, Caesars monarchische Autokratie faktisch und staatsrechtlich legalisiert zu verankern. Es war somit für Caesar gar nicht notwendig, nach den Insignien und dem Titel der römischen Monarchie zu streben. Trotzdem wurde er im Zuge der Gegenpropaganda immer wieder verdächtigt, er wolle sich zum König Roms ernennen lassen, wobei zu beachten ist, dass seine Gegner ihm nicht seine unrepublikanische monarchische Herrschaftsform vorwarfen, sondern ihm ein Streben nach Diadem und Rex-Titel unterstellten, also die Etiketten einer römischen Monarchie bemühten, welche in der öffentlichen Meinung schon immer als tyrannisch und hassenswert angesehen worden war. Diese Argumentation war später auch eines der Hauptargumente für den begangenen „Tyrannenmord“ in der Propaganda der Verschwörer nach den Iden des März 44 v. Chr.

### Zusammenfassung
Die religiösen und politischen Ehrungen für Caesar müssen vor allem aufgrund ihrer auffälligen inneren Widersprüchlichkeit als Versuche seiner Anhänger und einer überforderten senatorischen Klasse gesehen werden, die neue und einzigartige Rolle Iulius Caesars als monarchischer Herrscher und lebender Gott zu gestalten. Allerdings wurde der allmächtige dictator hierdurch in eine politische Ohnmacht gedrängt. Sein tödliches Schicksal in dieser historischen Ausnahmesituation zeigt, dass es ihm im Angesicht der immer zahlreicheren und extravaganteren Ehrungsgesuche und Schmeicheleien nicht mehr möglich war, das rechte Maß und die rechte Balance zu wahren. Sein eigenes „caesarianisches“ Dogma der Neuerung, Kühnheit und Geschwindigkeit, durch welches er auf religiösem und militärischem Wege einen großen Teil seiner Macht erlangt hatte, stand ihm in der gesättigten Politiksphäre der res publica im Weg. Somit wurde er Opfer von politischen Verhältnissen, derer er sich am Ende seines Lebens zusehends entfremdet hatte und kaum noch Herr werden konnte. Dennoch hatte seine Ermordung keine Auswirkungen auf die Entstehung des neuen Gottes Divus Iulius. Im Gegenteil untermauerte sie seine Apotheose zusätzlich und legte dadurch den Grundstein für den späteren Kaiserkult unter seinem Nachfolger Octavianus.
Den gegenwärtigen Stand der Forschung zusammenfassend ist festzuhalten, dass Caesar bereits zu Lebzeiten qua Senatsbeschluss divinisiert wurde und die in Rom nicht unumstrittene Bestätigung durch consecratio posthum vollzogen wurde. Weiterhin unterstützen die historischen Quellen nicht die Annahme, dass Caesar nach Königstitel und Diadem strebte, sondern belegen nur den Eifer seiner Anhänger sowie die Verleumdungskampagne seiner Gegner, die diese symbolischen Elemente römischer Monarchie immer wieder für ihre Zwecke missbraucht hatten. Trotzdem muss Caesars Herrschaft letztendlich als monarchisch eingestuft werden. Die zwiespältige und heterogene Natur des heutigen Caesar-Bildes ist direkt zurückzuführen auf die unterschiedliche Bewertung des römischen Herrschers in den antiken Quellen, die in ihrer Tendenz nur selten als neutral eingestuft werden können: somit resultieren die Verunglimpfungskampagnen seiner damaligen Gegner auf der einen Seite und die glühende Verehrung seiner Anhänger auf der anderen Seite bis heute in gegensätzlichen, kaum zu vereinbarenden Positionen in den Forschungsgebieten der Geschichts- und Religionswissenschaften. Da zusätzlich nur selten zwischen den Fragen nach Caesars Apotheose zu Lebzeiten und seinem Streben nach Königstitel und Diadem unterschieden wurde, ist es nicht weiter verwunderlich, dass die meisten Wissenschaftler beide Fragen zusammen entweder nur verneinen oder nur bejahen können. Diese zwei eigentlich unterschiedlichen Komplexe wurden allerdings bereits von Caesar miteinander verkoppelt, als er im Jahr 68 v. Chr. die laudatio funebris auf seine verstorbene Tante Iulia hielt: Caesar selbst sah also die Unverletzlichkeit der Könige und die Heiligkeit der Götter als etwas an, was seinem Geschlecht innewohnte, ihm also naturgemäß und von Geburt aus zustand. In den politischen Wirren nach seinem Tod wurden die bereits begonnenen Entwicklungen vollendet: als Divus wurde er zum ersten ewigen Gott des römischen Reiches, und aufgrund der Abschaffung der republikanischen Diktatur blieb er als dictator perpetuo der letzte ewige Monarch Roms.

## Alba Longa, Bovillae und Rom: die religiöse Tradition dergens Iulia
Die religio Romana entstand aus den heiligen Stammesinstitutionen der Latiner, aus den Riten und Gottheiten der Etrusker sowie aus der Aneignung der Kulte in Lavinium und Alba Longa. Darüber hinaus ist von Süd-Italien seit der Zeit der Gracchen ein immer stärkerer Influx griechischer Kulte und die damit zusammenhängende Einführung hellenistischer Synkretismen zu verzeichnen. Diese Entwicklung spiegelt sich in der religiösen Tradition der Iulii wider, aber v. a. auch in der Neuinterpretation der altrömischen Kulte durch Iulius Caesar, in dessen Amtszeit als pontifex maximus von Rom zahlreiche religiöse Neuerungen eingeführt wurden. Caesars Familie, die gens Iulia, gehörte den sog. Aeneadae an, den „trojanischen“ Familien von Rom, die ihre Abstammung auf Aeneas oder einen seiner Begleiter zurückführten. Gegründet wurde das Geschlecht der Iulii von Ascanius, dem Sohn des Aeneas. Der Familienname Iulius geht auf Ascanius’ cognomen Iulus zurück (von lat. iulus, dt.: „wolliger Wurm“). Dem Ahnherren der Julier wurde die Nachfolge Aeneas’ als König nicht gewährt. Somit bestieg Numitor Silvius den Thron, und Ascanius Iulus bekleidete stattdessen ein hohes Priesteramt. Die Julier lebten zunächst in Alba Longa, der Mutterstadt Roms, siedelten aber nach der Zerstörung der Stadt nach Rom um und wurden als patrizische Familie dem tribus Fabia zugeordnet.
Ihre Gentilkulte blieben in Rom, aber v. a. auch in Bovillae erhalten, wo stets ein Mitglied der Familie ein Priesteramt innehatte, jedoch kein hohes Amt (rex sacrorum), wie von Weinstock (1971) propagiert. Der namensgebende Gründungsmythos des flüchtenden Bullen (bos) erfuhr eine Erneuerung zu Beginn des Bürgerkriegs, als Caesar vor seinem Feldzug gegen Pompeius der Göttin Fortuna einen Bullen opfern wollte, der jedoch entkam, aus der Stadt flüchtete und schwimmend einen See durchquerte. Dies wurde als gutes Omen für Caesars Feldzug gesehen, und einige von Caesars Legionen führten daraufhin einen Bullen auf ihren Feldzeichen (signa). Caesars Verbindung zur Heimat seiner Familie und ihrem Symbol wurde im Kult des princeps Augustus und im späteren Kaiserkult fortgeführt: himmlischen Göttern wie dem Divus Iulius und dem Divus Augustus wurde oft bereits zu Lebzeiten ein Bulle geopfert, wie das Relief des Altars im kaiserlichen Tempel zu Ehren des Augustus im Forum von Pompeii zeigt. Die Verbindung des julianischen Geschlechts zu Bovillae erfuhr nach Augustus’ Tod eine Erneuerung, als der Leichnam des verstorbenen Kaisers von Nola zunächst nach Bovillae und daraufhin nach Rom getragen wurde (siehe auch Abschnitt „Veiovis“).

### Veiovis
Entgegen der weitverbreiteten Annahme war nicht Venus, sondern Veiovis (auch: Vediovis) der Hauptgott der gens Iulia, dem die Familie in Bovillae einen Altar geweiht hatte. Diese archaische Gottheit (agonium laut altem Kalender am 21. Mai) wurde allgemein mit dem jungen Jupiter (Ve(d)iovis als Diminutivform von Iovis), später auch mit Apollo identifiziert. Der Gentilkult der Julier war ebenfalls in der Stadt Rom bekannt und begann lange vor Caesars Pontifikat. Nachdem Aeneas gestorben war, wurde er als Iuppiter Indiges vergottet. Aeneas’ Sohn Ascanius Iulus inaugurierte dessen Kult in Alba Longa und errichtete ihm dort einen Tempel. Die Julier werden spätestens mit der Umsiedelung nach Rom und Bovillae im Kult des jungen Jupiter Veiovis eine willkommene Parallele zu ihrem eigenen Ahnherren Ascanius Iulus, dem Sohn des Iuppiter Indiges gesehen haben. Dass der Kult des Veiovis ein Ahnen- und Totenkult war, ist unbestritten. Ob aber die Julier auch Veiovis direkt mit Iulus identifizierten, ist unbekannt. Iulius Caesar jedenfalls bevorzugte für die göttliche Genealogie seiner Familie den Kult der Venus Genetrix (s. u.). Nach dem Muster des veiovischen Gentilkultes wurde in Rom der Kult des Divus Augustus geschaffen und der neu gegründeten Klasse der sodales Augustales anvertraut, die auch in Bovillae einen bedeutenden Sitz hatten, wo Kaiser Tiberius im Jahr 16 n. Chr. eine Statue des Augustus im öffentlichen Schrein aufstellen ließ. Die große Bekanntheit des Veiovis-Kultes und seiner Verbindung zu Caesars Familie mag auch den Senat 44 v. Chr. dazu bewogen haben, Iuppiter Iulius als möglichen Kultnamen für Caesar vorzuschlagen und den Priester des vergotteten Herrschers dem Stand der flamines maiores zuzuschreiben, gleichbedeutend nur mit dem flamen Dialis.

### Apollo
Abgesehen von der Identifizierung des julianischen Gentilgottes Veiovis mit Apollo sind andere Verbindungen der Julier zu diesem Gott vor dem ersten Prinzipat nicht nachzuweisen. Auch war es nicht Caesar, der den Kult in stadtrömischen Kreisen hoffähig machte, denn während des Bürgerkriegs war Apollo sowohl in Rom als auch auf Seiten aller Kriegsparteien sehr beliebt gewesen. Hier kann also lediglich Caesars persönliche Verbindung zu Apollo erwähnt werden, was für ihn jedoch keine genealogische Bedeutung besaß: Caesar war am ersten Tag der römischen ludi Apollinaris geboren (13. Juli 100 v. Chr.) und hatte im Jahr 45 v. Chr. selbst auf eigene Kosten die Spiele ausgerichtet. Seine Geburt im Schatten des Apollo wird aber sicherlich Caesars politische Handlungen beeinflusst haben, insbesondere die Wahl seines Neffen Octavius als sein Erbe und Nachfolger, der der Legende nach durch einen überirdischen Akt gezeugt wurde, als Apollo in Form einer Schlange während eines mitternächtlichen Festes im römischen Apollo-Tempel mit Octavius’ schlafender Mutter Atia verkehrte. Im Juli 44 v. Chr. finanzierte Marcus Iunius Brutus, einer der Verschwörer gegen Caesar, in Abwesenheit als praetor urbanus die Apollo-Spiele in Rom, wodurch Octavianus (ehemals Octavius) sich genötigt fühlte, noch im gleichen Monat mit einem eigenen Fest zu Ehren seines Adoptivvaters gegen die aufkeimende Popularität der Verschwörer zu kontern. Erst nach seinem Sieg bei Philippi konnte Octavianus Apollo für sich alleine in Anspruch nehmen: als Divi filius und später Divus Augustus besteht eine signifikante Verbindung zu der alten graeco-römischen Gottheit. Zusammenfassend ist die Bedeutung von Apollo für Iulius Caesar eher gering einzuschätzen, und erst unter Augustus wurde der Gott auch für die gens Iulia bedeutsam.

### Mars
Außer der Legende, dass Caesars Onkel Gaius Marius ein Sohn des Mars und der Venus war, finden sich bis zum Prinzipat des Augustus keine Verbindungen des julianischen Hauses zum römischen Kriegsgott. Aufgrund der spätrepublikanischen Marius-Legende gilt Mars als Gentilgott der Julier, was sich auch darin zeigt, dass Caesar nach seinen militärischen Erfolgen im Bürgerkrieg und seinem Triumph im Jahre 46 v. Chr. verkündete, dem Mars auf dem Campus Martius einen Tempel zu bauen. Caesars Vorhaben konnte nie verwirklicht werden, und es blieb seinem Nachfolger Augustus überlassen, den Bau im Jahre 2 v. Chr. durchzuführen. Allerdings handelte es sich hierbei um die Kultstätte eines neuen Gottes, Mars Ultor („Mars der Rächer“), und sie befand sich nicht auf dem Marsfeld, wo Augustus im Gegenzug sein Mausoleum und die große Sonnenuhr hatte errichten lassen, sondern auf dem Forum Augustum, eindeutige Indizien dafür, dass Augustus in diesem Fall eigene Pläne verfolgte. Darüber hinaus war das Epitheton Ultor weit mehr als eine Spielart: Rache war im damaligen Rom eine heilige Pflicht, und Octavianus hatte im Jahr 42 v. Chr. geschworen, die Mörder seines göttlichen Vaters zu verfolgen, pro ultione paterna. Die Verbindung zwischen Mars und Venus, insbesondere der Venus Victrix, war in Rom bereits lange bekannt gewesen. In der Spätphase seines Prinzipats verband Augustus indes seinen Mars Ultor häufig mit der Venus Genetrix der Julier, wohl um das traditionelle Götterpaar gemäß der julianischen Theopolitik zu erneuern.

### Venus
Der bevorzugte Kult der Julier galt der Göttin Venus. Die Venus ist der Fortuna in vielen Zügen verwandt und war ursprünglich eine altitalische Göttin ohne eigenen flamen und Festtag. Sie trat in lokalen Kulten in vielfacher Form auf, wie ihre zahlreichen Epitheta bezeugen: Cloacina, Fisica, Iovia, plagiara, (Fisica) Pompeiana, Libitina, Calva, Salacia, Murcia, Mefitis, Obsequens, Verticorda, Postvota, Libentina, Felix, Frutis, Mater etc. Die Identifizierung der Venus mit der griechischen Göttin Aphrodite geschah im Zuge der ersten Hellenisierung, wahrscheinlich bereits vor dem 5. Jahrhundert v. Chr. Die vielen verschiedenen lokalen Ausprägungen der Göttin lassen sich aber nur hypothetisch zu einem homogenen Bild einer vorkaiserzeitlichen Venus vereinigen, v. a. auch im Hinblick auf den Synkretismus zu Aphrodite. Da die Osker die griechische Aphrodite als Herentas, die Etrusker als Turan bezeichneten, das Wort Venus aber auch bei den Oskern vorkommt, muss ihre ursprüngliche Funktion verschieden gewesen sein. […]

## Weitere Informationen
Caesar hatte diesem Kult schon vor seinem Tod Vorschub geleistet, als er eine Statue von sich mit der Inschrift deo invicto („dem unbesiegten Gott“) hatte errichten lassen. Die Abstammung der Iulii von Aeneas, dem Sohn der Göttin Venus Genetrix, untermauerte Caesars Apotheose zum Divus Iulius auf nachhaltige Weise.
Der Beiname von Gaius Iulius Caesar Octavianus, Divi filius, geht auf den Divus Iulius zurück und weist Octavianus als Nachfolger des zum Gott erhobenen Iulius Caesar aus: anfänglich, als Octavianus die testamentarische Adoption annahm, hieß er noch einfach Caii filius, „Sohn des Gaius“. Für seinen vergotteten Vater errichtete der spätere princeps im Jahr 29 v. Chr. einen Tempel auf dem Forum Romanum.

### Primärliteratur

#### Englische Übersetzungen
- Appianus: The Civil Wars (Libri I-V) bei LacusCurtius
- Cicero: Letters
- Dio Cassius: Roman History (Buch 37 ff.)
- Nicolaus Damascenus: Life of Augustus
- Plutarchus: Life of Antonius (Biographie des Marcus Antonius)
- Plutarchus: Life of Brutus (Brutus-Biographie)
- Plutarchus: Life of Caesar (Caesar-Biographie)
- Plutarchus: Life of Pompey (Pompeius-Biographie)
- Suetonius: Divus Iulius (Caesar-Biographie)
- Velleius: The Roman History (Buch II)

#### Originaltexte
- Cicero: Philippicae (Lateinisch)
- Suetonius: Divus Iulius (Caesar-Biographie) (Lateinisch)

### Allgemeine Links
- Perseus Online-Bibliothek (Übersicht über alle Texte)
- Tempel des Divus Iulius
- Tempel des Divus Iulius (alternativer Link)